# Historias directas de Boikot
Historias directas de Boikot... y que nos den mucho tekila !! es el octavo álbum del grupo de punk rock español Boikot. Salió a la venta en marzo del año 2000 bajo el sello discográfico Zero Records. El disco es un directo, y una recopilación de las canciones más populares del grupo. El lanzamiento fue acompañado del libro biográfico Historias escritas de Boikot, de Kike Babas y Kike Turrón.
Este disco supone el término de la primera etapa del grupo, más inexperta y en evolución, y da lugar a una nueva, consagrándose como banda e iniciando una carrera internacional. El disco entrega un vídeo y un libro de la trilogía de discos La Ruta del Che.
Pensaron en realizar un disco con las canciones más populares entre el público, los temas que más triunfaban y que la gente pedía. Primero pensaron en hacer un directo con sus amigos en otras bandas y los que habían tocado alguna vez con ellos, pero pronto dejaron a un lado esa idea, y pensaron que sería mejor aportar algunos temas nuevos al disco, pero no les gustaban las canciones que habían compuesto ya que no estaban a la altura (después de publicar 3 discos en 2 años es normal), y decidieron añadir algunos colaboradores y un tema nuevo.

## Formación
- Alberto Pla: Guitarra y coros
- Juan "Grass": Batería
- Juan Carlos Monedero: Voz y bajo
- Kosta: Guitarra y coros

- Aparte del cuarteto oficial del grupo, también colaboraron personas ajenas a la banda. Mohamed, del grupo Mägo de Oz, prestó el sonido de su violín, Josito de los Canallas y Eloy de Eskorzo pusieron las percusiones, y Fernando Madina, vocalista de Reincidentes, puso la voz en un tema.

## Lista de canciones
1. Intro - 0:58
2. Llorarás - 1:57
3. Isabel - 4:00
4. No Callar - 3:24
5. X 4 Duros - 2:26
6. Con mucha clase - 3:13
7. Penadas por la ley - 3:28
8. Sacrificame - 3:07
9. Tekila - 3:10
10. En lo Triste... - 3:25
11. Mentiras - 2:52
12. La Habana - 4:10
13. No Pasarán - 4:10
14. Pueblos I, II, III - 6:07
15. No Escuchar - 4:33
16. Nos quieren detener - 2:00
17. Karraskal - 3:02
18. Hasta no poder más - 2:55
19. Korsakov - 2:50
20. Hasta Siempre - 5:28
21. Adagio - 4:12

- Datos: Q11058371